# Pseudomonochamus cinerascens
Pseudomonochamus cinerascens là một loài bọ cánh cứng trong họ Cerambycidae.